# 莱斯泰勒德圣马托里
莱斯泰勒-德圣马托里（法語：Lestelle-de-Saint-Martory，法語發音：[lɛstɛl də sɛ̃ maʁtɔʁi]，意为“圣马托里的莱斯泰勒”）是法国上加龙省的一个市镇，属于圣戈当区。

## 地理
莱斯泰勒德圣马托里（43°7'14"N, 0°54'41"E）面积9.4 平方千米，位于法国奧克西塔尼大區上加龙省，该省份为法国西南部内陆省份，西南端与西班牙接壤，自此顺时针与上比利牛斯省、热尔省、塔恩-加龙省、塔恩省、奥德省和阿列日省接壤。
与莱斯泰勒德圣马托里接壤的市镇（或旧市镇、城区）包括：博沙洛、卡斯蒂永-德圣马托里、菲加罗勒、蒙索内斯、圣马托里。

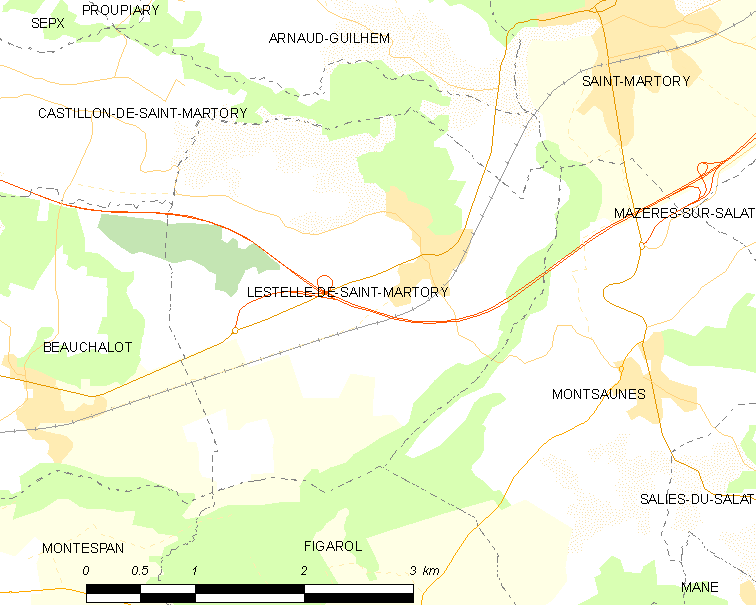
莱斯泰勒德圣马托里的OSM定位图

莱斯泰勒德圣马托里的时区为UTC+01:00、UTC+02:00（夏令时）。

## 行政
莱斯泰勒德圣马托里的邮政编码为31360，INSEE市镇编码为31296。

## 政治
莱斯泰勒德圣马托里所属的省级选区为巴涅尔德吕雄县。

## 人口

1962-2008年间莱斯泰勒德圣马托里人口变化图示

莱斯泰勒德圣马托里于2022年1月1日时的人口数量为434人。